# Sócrates McKinney
Sócrates McKinney (Santo Domingo, 23 de julio de 1951) es un estilista, cazatalentos, empresario y diseñador de moda dominicano. Es conocido por ser el creador del Dominicana Moda, el cual es considerado uno de los eventos de moda más importantes del Caribe.

## Primeros años
McKinney se graduó cum laude de Arquitectura en la Universidad Nacional Pedro Henríquez Ureña.
En 1996, se introdujo en el mundo del entretenimiento, dando inicio su carrera como asesor de imagen con el triunfo en el Miss República Dominicana de Selinée Méndez. También se le atribuye el triunfo de Ruth Ocumárez y otras modelos dominicanas firmadas con agencias de modelo internacionales.

## Carrera
En el 2000, McKinney comenzó su primer proyecto de eventos de moda, conocido como RD Bridal week, el cual consiste en una exposición anual de desfiles de trajes de novias.  Años después, ya en 2006, se unió a otros empresarios para crear por primera vez una semana a la moda, en el país, bajo el nombre Dominicana Moda, con la visión de dar a conocer al mundo el talento de los diseñadores dominicanos.
McKinney ha sido el asesor en estilismo y el guardarropa para Miss Universo de algunas reinas dominicanas, entre las que  destacan Yaritza Reyes, Kimberly Castillo, Clarissa Molina, Sal García y Clauvid Daly.

### Diseñador
En 2017, McKinney decidió crear su propia línea de guayabera llamada MCK, una línea masculina elaborada en la República Dominicana, con carácter y personalidad caribeña.

### Televisión
En el 2013, McKinney llegó a la televisión dominicana como presidente del jurado en el reality show Jumbo Fashionista, junto a la presentadora y exreina de belleza Luz García, entre otras personalidades dominicanas. En el 2016, participó como jurado en la tercera y cuarta temporada del programa Caribbean's Next Top Model, el cual es un reality show Caribeño basado en el popular formato estadounidense America's Next Top Model, y es presentado por Wendy Fitzwilliam.